# Сказки-небылицы деда Егора
«Сказки-небылицы деда Егора» — советский мультфильм, выпущенный в 1986 году киностудией Беларусьфильм.

## Сюжет
История о том, как дед Егор, рассказывая сказки, увлекает детей, заигравшихся на улице, и вовремя приводит их в школу.

## Съёмочная группа
| Режиссёр-постановщик | Виктор Довнар                                                                         |
| Автор сценария       | Наталия Лось                                                                          |
| Оператор-постановщик | Михаил Комов                                                                          |
| Художник-постановщик | Татьяна Кублицкая                                                                     |
| Композитор           | Владимир Кондрусевич                                                                  |
| Мультипликаторы      | Виктор Довнар, Анна Лысятова, В. Бакунович, Валерий Козлов                            |
| Художники            | А. Орленко, Е. Чайчук, Александр Ленкин, Н. Лукьянцева                                |
| Роли озвучивали      | Геннадий Овсянников, Юлия Космачёва, Владимир Шаповалов, Алексей Довнар, Юлия Суслова |
| Звукооператор        | Сергей Чупров                                                                         |
| Монтаж               | Светлана Аксёнова                                                                     |
| Редактор             | Сергей Булыга                                                                         |
| Директор             | Леонарда Зубенко                                                                      |